# تلمن (شهرستان ایسیق‌آتا)
تلمن (به قرقیزی: Тельман، تەلمان ) یک منطقهٔ مسکونی در قرقیزستان است که در شهرستان ایسیق‌آتا واقع شده‌است. تلمن ۱٬۱۳۵ نفر جمعیت دارد و ۱٬۰۸۵ متر بالاتر از سطح دریا واقع شده‌است.